# Центральная долина (Коста-Рика)
Центральная долина (исп. Valle Central) — плато в Коста-Рике. Известна также как Месета.
Долина расположена в самом центре страны в Центральной Кордильере, средняя высота около 1400 м над уровнем моря. Геологически представляет грабен, является водоразделом в Коста-Рике: на западе водотоки относятся к реке Тарколес бассейна Тихого океана, на востоке — к реке Ревентасон, впадающей в Карибское море.
Долина занимает площадь около 3250 км², от Сан-Рамона на западе до Параисо на востоке. Юго-восточнее долины находится хребет Кордильера-де-Таламанка, к северу расположен Центральный хребет. Горы, окружающие долину, вулканического происхождения, есть и действующие вулканы, наиболее известен активный, молодой вулкан Ареналь. Другой известный вулкан, возвышающийся над долиной — Ирасу.
В Центральной долине плодородные почвы и более приятный климат, от +18 до +26°С. Население долины составляет около трёх четвертей населения страны, здесь расположены два крупнейших города страны — столица Сан-Хосе и Картаго.